# Bromus himalaicus
Bromus himalaicus är en gräsart som beskrevs av Otto Stapf. Bromus himalaicus ingår i släktet lostor, och familjen gräs. Inga underarter finns listade i Catalogue of Life.